# Louis II de Mantoue
Pour les articles homonymes, voir Louis II.
Pour les autres membres de la famille, voir Gonzague.
Louis II Gonzague, en italien Luigi II ou Ludovico II Gonzaga (né en 1334 et mort le 4 octobre 1382 à Mantoue) est un noble italien du XIVe siècle, qui fut le troisième capitaine du peuple (capitano del Popolo) de la ville de Mantoue (dans l'actuelle région de Lombardie en Italie).

## Biographie
Louis, fils cadet de Guy de Mantoue et de Béatrice de Bar, a 35 ans lorsque son père meurt en 1369. Certains historiens pensent que le père a été assassiné et que Louis en est l'auteur. Il semble cependant avéré que Louis et son frère benjamin, Francesco, sont les meurtriers de leur frère aîné Ugolino, en 1362, de même que Louis s'est débarrassé de Francesco, le 7 juillet 1369 (soit deux mois et demi avant son père).
Et pourtant, il s'agit d'un homme plutôt renfermé et d'apparence insignifiante mais, en fait, il est rusé et machiavélique au possible. En raison des bruits qui courent sur son implication dans le parricide et pour montrer qu'il n'est pas aussi avide de pouvoir qu'on veut bien le dire, il a la finesse de ne pas réclamer de suite la succession de son père et préfère se laisser désirer par les mantouans dont les conseillers hésitent entre la politique « gonzaguienne » et le régime antérieur. Six mois plus tard, le désordre et la discorde sociale contraignent le conseil de Mantoue à  faire appel à lui pour perpétuer la fonction de capitaine du peuple.

Dans son ouvrage I Gonzaga a Mantova (Les Gonzague à Mantoue) (1975), l'historien italien Ercolano Marani le décrit ainsi : 

« Il y a de toute façon un fort contraste entre les mémoires qui concernent la jeunesse de ce Gonzague et celles qui concernent la courte période de son gouvernement. D'une part, on condamne l'ambition féroce du cadet, peut-être adaptée aux intrigues politiques externes, en tout cas ayant conduit à la réalisation des crimes que l'on sait ; d'autre part, on reconnaît la clémence, la libéralité et la rectitude du seigneur qui, en louvoyant avec sagesse et discrétion entre les embûches des conflits de l'époque, sut servir avec dignité les intérêts de l'État et se gagner la reconnaissance de la population. Il semble que l'homme ait fini par considérer le pouvoir comme le moyen de se racheter des méthodes louches avec lesquelles il l'avait conquis. »

Fort impliqué dans les conflits entre guelfes et gibelins qui émaillèrent le règne de son grand-père Louis et surtout celui de son père (cf. l'article sur Guy de Mantoue), Louis II mettra un point d'honneur (et d'intrigue) à marier son fils François à Agnès Visconti, fille de son (ex-) ennemi juré, le seigneur milanais Barnabé Visconti. Ceci eut quand même pour effet d'apaiser les inimitiés entre Milan et Mantoue et mit en valeur son habileté diplomatique.
Louis II aura comme épouse, en 1365, Alda d'Este qui lui donnera deux enfants :
- François qui lui succédera en qualité de capitaine du peuple et qui perpétuera la dynastie,
- Élisabeth qui épousera Charles Ier, seigneur de Rimini.

Louis est décédé en 1382, dans sa 48e année.